# Stadtturm (Enns)
Der Ennser Stadtturm ist das von 1564 bis 1568 unter Kaiser Maximilian II. auf Wunsch der Bevölkerung als Glocken-, Wach- und Uhrturm erbaute 60 Meter hohe Wahrzeichen der Stadt Enns im Bezirk Linz-Land in Oberösterreich.
Der viergeschoßige freistehende Turm verfügt über ein fast 17 Meter hohes Kupferdach mit Kugel und Geniusfigur an der Spitze, steht ungefähr in der Mitte des Ennser Hauptplatzes, vereint Stilelemente der Gotik und der Renaissance und seine Fassade zeichnet sich durch eine auffällige Bemalung aus. Zweimal, 1798 und 1860, konnten die Ennser Bürger den bevorstehenden Abbruch des Turms erfolgreich verhindern. Eine Besonderheit des Stadtturms sind die vertauschten Minuten- und Stundenzeiger der Turmuhr.
Seit Anfang 2013 befindet sich in der ehemaligen Türmerstube im zweiten Geschoß ein Hotelzimmer. Die über 157 Stufen erreichbare öffentlich zugängliche Galerie oberhalb der Turmuhr wird als Aussichtswarte genutzt.

## Lage und Umgebung

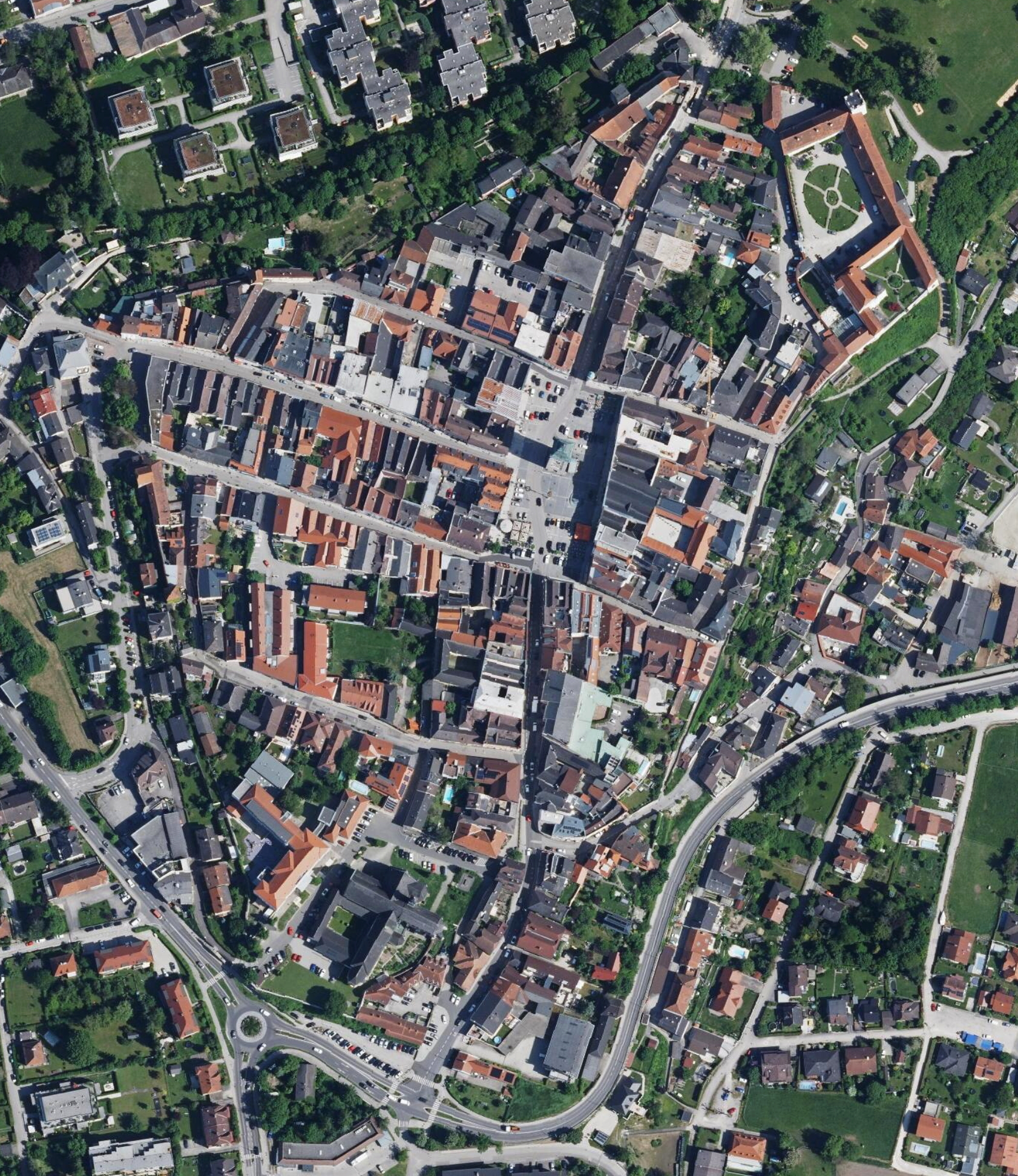
Luftbild der Altstadt mit dem Hauptplatz (2023)

Der Ennser Stadtturm ist Teil der fast zur Gänze denkmalgeschützten historischen Altstadt von Enns und dominiert als freistehender Turm etwa in der Mitte des Ennser Hauptplatzes die zahlreichen Bürgerhäuser, die ebenso wie der Turm Elemente verschiedener Stilepochen (Gotik, Renaissance, Barock, Klassizismus) in sich vereinen. Bemerkenswerte Gebäude sind das als Stadtmuseum (Museum Lauriacum) genutzte ehemalige barocke Rathaus und das mit gotischen Lauben und einer Fassade aus dem 19. Jahrhundert ausgestattete Sparkassengebäude.
Die an der Westseite des Turms in Nord-Süd-Richtung vorbeiführende Straße verbindet die von Norden zum Hauptplatz gelangende Mauthausener Straße mit der von Süden kommenden Wiener Straße. Direkt beim Stadtturm kann man den Hauptplatz über die Linzer Straße Richtung Westen verlassen.

## Geschichte

### Vorgeschichte
Der Ennser Stadtturm verdankt seine Entstehung dem Repräsentationsbedürfnis der Ennser Bürger während der Zeit der Reformation in der Mitte des 16. Jahrhunderts. Er sollte als Glocken-, Uhr- und Wachturm fungieren. Seine Errichtung fällt laut Bauinschrift in die Jahre 1564–68. Gleichzeitig wurde die inmitten des Hauptplatzes befindliche Scheiblingkirche – ein Zentralbau aus romanischer Zeit – abgerissen und ihr Steinmaterial zum Bau des Stadtturms verwendet.

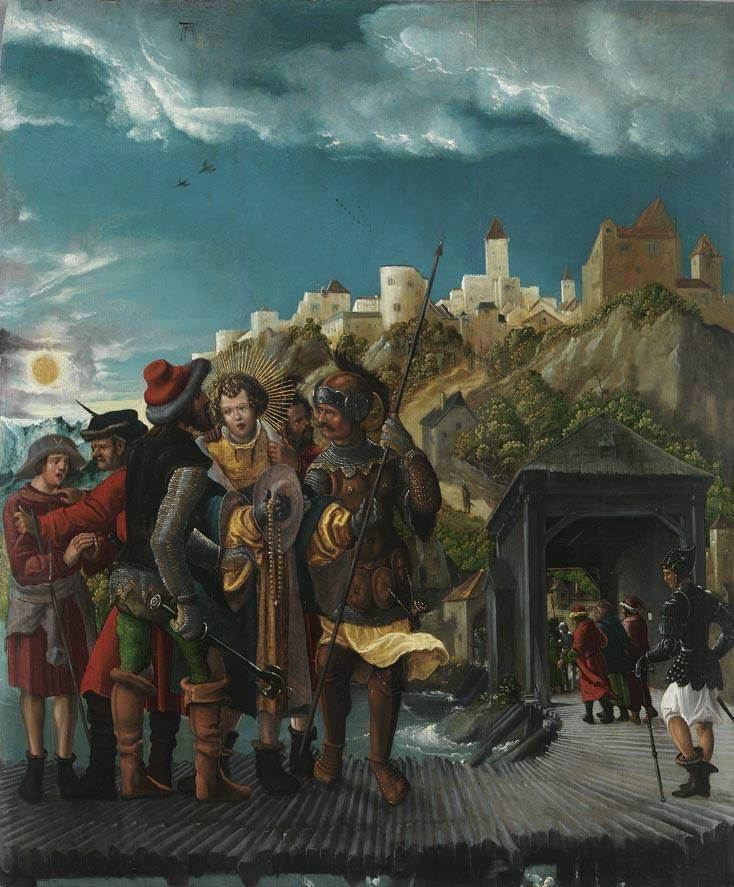
Albrecht Altdorfer: Gefangennahme des hl. Florian

Neuere Quellenforschungen entdeckten einen bis dahin unbekannten Kirchturm der Scheiblingkirche und konnten damit zumindest für ein Jahrhundert vor dem heutigen Stadtturm einen markanten Vorgängerbau an seiner Stelle mit den Funktionen eines Glocken-, Uhr- und Wachturmes nachweisen. Der Kirchturm der Scheiblingkirche ist nicht nur archivalisch dokumentiert, sondern auch auf Albrecht Altdorfers Gemälde Gefangennahme des hl. Florian zu sehen, der ersten Abbildung der Stadt (um 1520).
1553 kam es zu einer Neuordnung der Seelsorge in Enns. In der Translationsurkunde vom 22. August 1553 verfügte König Ferdinand I., nachdem er Kirche und Kloster vom Ordensprovinzial der Minoriten übernommen hatte, dass die Pfarrrechte von der weit vor den Toren der Stadt liegenden St. Laurenzkirche auf die ehemalige Minoritenkirche in der Stadt überzugehen hatten. Die Mönche hatten die aus dem 14. Jahrhundert stammende Minoritenkirche zusammen mit dem Minoritenkloster 1551 im Zuge der Glaubenserneuerung, in der viele Bürger zum evangelischen Glauben übertraten, aufgeben müssen.
Die Planungen für den Bau des Stadtturmes reichen mindestens zwei Jahrzehnte zurück, denn im Februar 1547 wird der Kirchturm der Scheiblingkirche als so paufelig bezeichnet, dass man im Stadtrat sogar erwog, dass er noch das jar auffgepaut wurdt. Zum Turmneubau kam es schließlich 1564. Das Fehlen eines Glockenturms, wie man lange Zeit glaubte, war somit nicht der Grund. Auf die Scheiblingkirche konnte die inzwischen protestantische Bürgerschaft verzichten, nicht aber auf den gewohnten Turm inmitten der Stadt. Den Abriss des Kirchengebäudes erlaubte Maximilian II. am 23. Dezember 1565, zwei Jahre nach Beginn des Turmneubaus. Der niederösterreichische Vizekanzler Geheimrat Georg Gienger von Rotteneck unterstützte die Bürger bei der Finanzierung des Kupferdaches, übernahm den Ankauf der Kupferbleche und sorgte dafür, dass noch im Herbst das Material auf dem Wasserweg von Wien nach Enns gebracht wurde. Nach fünfjähriger Bauzeit konnte das Gebäude als nun freistehender Turm vollendet werden.

### Der Bau des Stadtturms
Der Bau des Ennser Stadtturms fiel in eine Blütezeit der Stadt. Der Handel mit Wein, Holz, Eisen, Salz und Leinwand florierte und auch die zu Beginn des 16. Jahrhunderts erbaute Donaubrücke vom Tabor nach Mauthausen brachte der Stadt zusätzliche Einnahmen.
Seit Mitte des 20. Jh. wurde vermutet, dass der Italiener Christoph Canevale der Baumeister des Ennser Stadtturms war, da er damals in mehreren oberösterreichischen Städten und Märkten als Baumeister tätig war.
Auf Grund einer 1977 aufgefundenen urkundlichen Notiz („in beysein Maister Hansen von Mainz, Maurer der den thuern zu Enns gebaut“) glaubte man vorerst an einen aus Mainz am Rhein kommenden Baumeister. Augustine Hartl stellte 1987 und 1989 Canevale auch aus künstlerischen Gründen als Baumeister des Stadtturms in Frage, da sich die von ihm konzipierten Bauten durch kubische Geschlossenheit, sparsame Gliederung und Schmucklosigkeit auszeichnen.
Neuere Quellenforschungen in Ennser Archivalien brachten den korrekten Namen des Baumeisters zu Tage, unter anderem aufgrund einer eigenhändig verfassten Rechnung, in der er sich „Hans von Matz“ nennt. Mit urkundlichen und stilistischen Argumenten konnte diesem Baumeister während einer ca. dreißigjährigen Schaffensperiode ein umfangreiches Werk in Enns und Umgebung für bürgerliche und adelige Auftraggeber zugeschrieben werden.
Die Gesamtkosten des Ennser Stadtturms lassen sich aufgrund fehlender Belege nicht sicher feststellen. Es existiert nur eine vom Kammeramtsverwalter Sigmund Strasser unterschriebene Teilrechnung, die für den Zeitraum vom 1. Juli bis 22. September 1567 die Summe von zehn Gulden, fünf Kreuzern und zwei Pfennigen für Arbeiten am Kupferdach enthält. Einziger Hinweis auf die Gesamtkosten ist ein Notizzettel vom Ende des 18. Jahrhunderts, der die Gesamtkosten auf 10.960 Gulden beziffert. Damit hätten zur damaligen Zeit rund 20 Bürgerhäuser gebaut werden können. 

### Seit der Erbauung

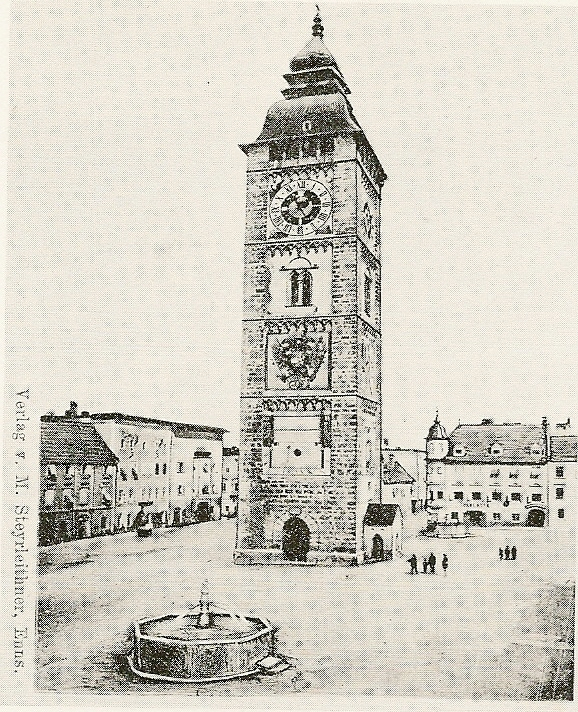
Stadtturm Enns 1898. Schrägansicht mit Süd- und Ostfassade mit dem Waaghaus an der Ostfassade

Am 12. April des Jahres 1798 sollte das für Enns zuständige Kreisamt des Traunviertels prüfen, ob der Stadtturm abgebrochen werden sollte, da der Turm als Unzierde galt und man zudem durch den Verkauf des Abbruchmaterials der Stadt Einnahmen verschaffen wollte. Die Turmuhr sollte am Rathaus angebracht werden. Da die Ennser mehrheitlich gegen den Abbruch des Turms waren, bemühte sich der Ennser Magistrat in dem vom Kreisamt angeforderten Gutachten um eine ausführliche Begründung, warum der Stadtturm für die Stadt unentbehrlich sei. Er gab an, dass die Uhr das Rathaus zu sehr belasten würde. Weitere wesentliche Gründe für die Erhaltung des Turms waren die Frage der Unterbringung der Glocken und die ständige Feuersgefahr, die von durchmarschierenden Truppen ausging. Am 5. Juli 1798 wurde ein entsprechender Bericht dem Kreishauptmann Albert Graf von Clam vorgelegt. Dieser pflichtete dem Magistrat in allen Punkten bei. In der Sitzung am 19. Juli 1798 nahm die Landesregierung diese Darstellung zur Kenntnis.
Im Jahr 1860 war der Stadtturm ein weiteres Mal vom Abbruch bedroht. Sturm und Regen hatten das Dach des Turmes schwer in Mitleidenschaft gezogen, und eindringendes Regenwasser hatte den Dachstuhl schwer beschädigt, sodass bei Sturm Einsturzgefahr bestand und eine Reparatur unumgänglich war. Als Alternative erwog man, das Dach samt seiner Kupfereindeckung vollständig abzutragen und durch eine Plattform (Flachdach) zu ersetzen. Mit dem geschätzten Erlös von 4655 Gulden aus dem Verkauf des Dachkupfers hätte die Plattform finanziert werden können. Da aber die Neuwahl der Gemeindevertretung bevorstand und die Jahreszeit bereits fortgeschritten war, einigte man sich auf die Dachreparatur, und das ursprüngliche Erscheinungsbild des Stadtturmes wurde nicht verändert. Im Jahr 1940 ermöglichte eine Ausnahmegenehmigung die neuerlich dringende Restaurierung des Kupferdaches. Die von Rudolf Steinbüchler 1939 vorgelegten Entwürfe einer kompletten Ausstattung der Turmfassade mit Fresken und die 1952 von Otto Götzinger geplante Ausmalung blieben unausgeführt.
Das ursprünglich an der Ostseite des Turms angebaute öffentliche Waaghaus, wo Waren wie Wolle, Heu oder Salz gewogen wurden, existiert nicht mehr. Es wurde um die Mitte des 20. Jahrhunderts abgetragen.

## Architektur, Nutzung und Ausstattung
Der Stadtturm Enns besteht großteils aus Konglomeratgestein, Granit und Ziegel. Der annähernd quadratische Grundriss beträgt rund 10,7 × 10,7 Meter und hat mit der Turmfigur eine Höhe von etwa 60 Metern. Im Stadtturm sind die Baustile Gotik und Renaissance vereint. Es handelt sich um einen viergeschoßigen Quaderbau mit Ecklisenen, Doppelspitzbögen, Kreuzbogenfriesen und Kaffgesimsen. Die Fassade ist in vier übereinander liegende Felder geteilt, die den Geschoßhöhen entsprechen. Darüber erhebt sich ein Renaissancedach.

### Erstes Geschoß
Der Eingang befindet sich im Erdgeschoß auf der Südseite (eine automatische Tür mit Münzeinwurf); darüber ist eine gemäß der Inschrift aus der Zeit des Turmbaus stammende Sonnenuhr aufgemalt. Sie füllt ein sechs Meter breites und drei Meter hohes Feld mit einfachen Fresken aus. Der Schattenstab sowie die längs der dreiseitigen Umrandung angebrachten Stundenzeichen ermöglichen ein genaues Ablesen der Uhrzeit.
Die Inschrift der Sonnenuhr lautet:

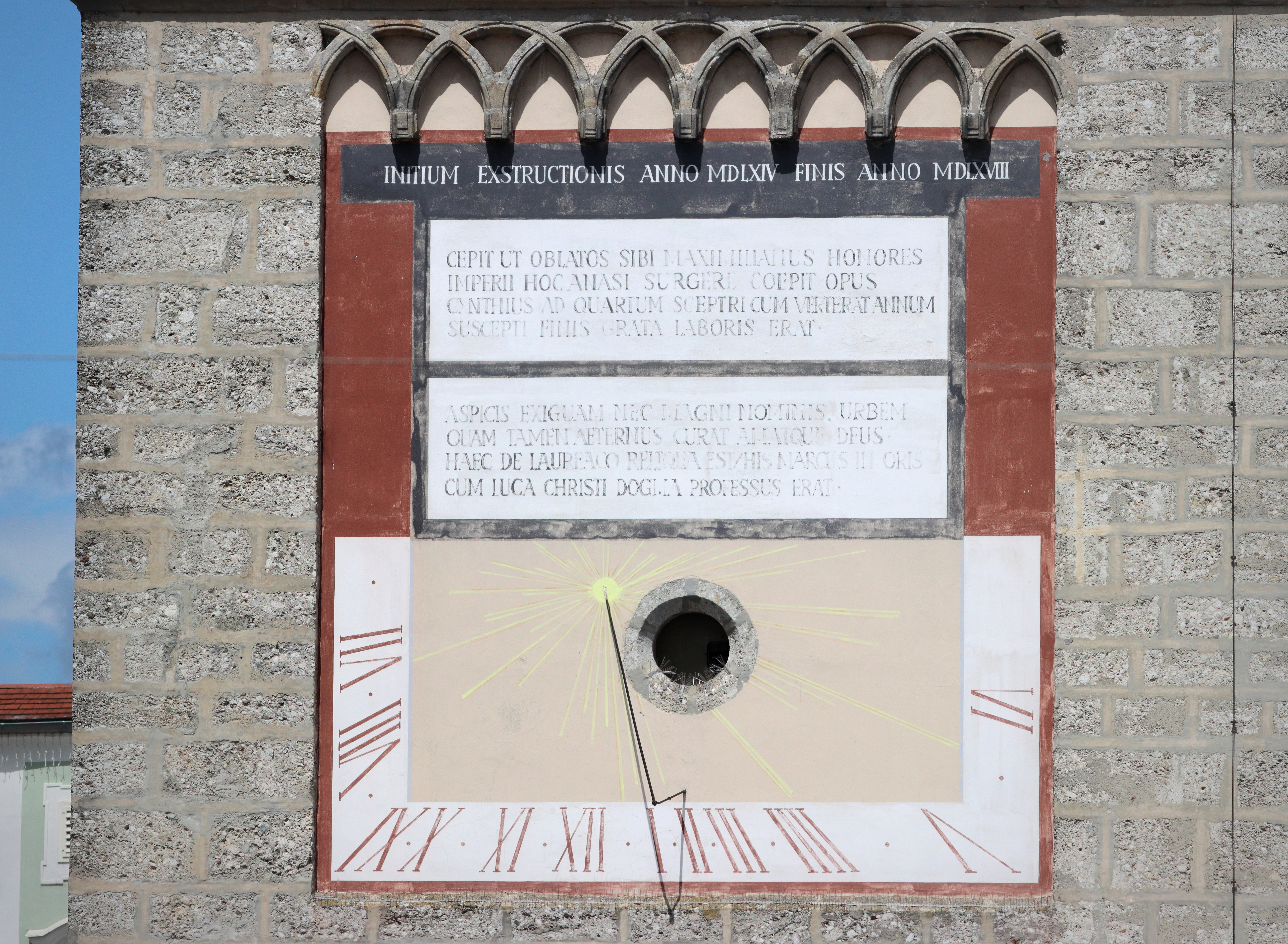
Sonnenuhr und lateinische Inschrift

“CEPIT UT OBLATOS SIBI MAXIMILIANUS HONORES

IMPERII HOC ANASI SURGERE COEPIT OPUS

CYNTHIUS AD QUARTUM SCEPTRI CUM VERTERAT ANNUM

SUSCEPTI FINIS GRATA LABORIS ERAT
ASPICIS EXIGUAM NEC MAGNI NOMINIS URBEM

QUAM TAMEN AETERNUS CURAT AMATQUE DEUS

HAEC DE LAUREACO RELIQUA EST, HIS MARCUS IN ORIS

CUM LUCA CHRISTI DOGMA PROFESSUS ERAT”

Frei übersetzt lautet dieser Text:

„Als Maximilian die Huldigung als Herrscher entgegennahm

Begann sich zu Enns dieser Bau zu erheben

Als der Cynthier (Sonnengott) das Jahr zum vierten mal während

seiner Herrschaft wandte, war die gewünschte Vollendung des

unternommenen Werkes vollendet.
Du siehst die kleine Stadt, ohne bedeutenden Namen

Für die jedoch Gott der Ewige in Liebe sorgt.

Sie ist der Rest von Lauriacum. In dieser Gegend hat Markus

Mit Lukas Christi Lehre verkündet.“

Der erste Teil dieser Inschrift weist darauf hin, dass der Bau unter Kaiser Maximilian begonnen und nach vier Jahren vollendet wurde. Der zweite Teil stellt im Gegensatz dazu keinen Tatsachenbericht dar, sondern ist ein Hinweis darauf, dass die ersten christlichen Zellen in Oberösterreich schon auf die apostolische Urzeit zurückreichen. Die beiden genannten Evangelisten predigten aber sicher nie in Oberösterreich. Baubeginn und Vollendung können von einer Inschrift an der Südseite des Turms abgelesen werden: INITIUM EXSTRUCTIONIS ANNO MDLXIV FINIS ANNO MDLXVIII. Auf der Ostseite befindet sich oberhalb des Ennser Stadtwappens der Hinweis auf die Verleihung von Stadtrechten an die Ennser Bürger vom 22. April 1212 mit der Inschrift Stadtrecht Enns 22 April 1212. Unterhalb des Wappens sind, kaum noch lesbar, die Jahre der Turmrenovierungen 1772, 1837, 1883, 1940, 1962, 1977 und 1995 verzeichnet.

### Zweites und drittes Geschoß

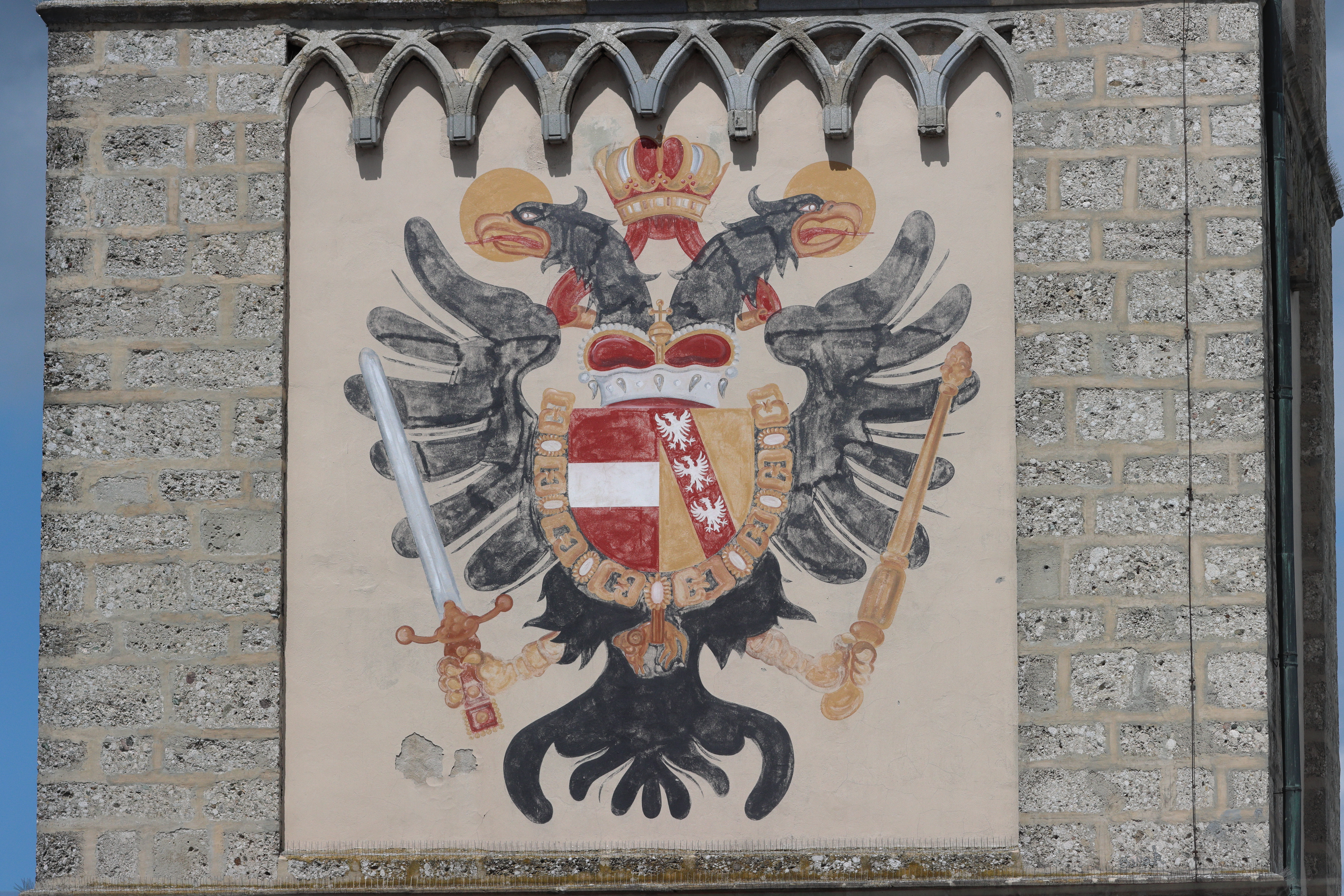
Doppeladler an der Südfassade

Die Südseite ist in Höhe des zweiten Geschoßes seit 1883 mit einem Doppeladler bemalt. Der von der österreichischen Kaiserkrone überhöhte, golden nimbierte, golden bewehrte und rot gezungte schwarze Doppeladler hält in der rechten Klaue ein silbernes Schwert mit goldenem Griff, in der linken ein goldenes Zepter. Dem Adler ist als Brustschild der gespaltene Wappenschild des Hauses Habsburg-Lothringen aufgelegt. Dabei steht der Bindenschild für Habsburg und Österreich und der rote Schrägrechtsbalken in Gold mit den drei gestümmelten silbernen Adlern für Lothringen. Der Schild, auf dem der habsburgische Löwe fehlt, ist mit der Kette des Ordens vom Goldenen Vlies umgeben und mit einem Erzherzogshut bekrönt. Die Felder an der Nord- und Ostseite sind ohne Bemalung. Auch befindet sich das Pixelhotel des Ennser Stadtturmes im zweiten Geschoß. Im dritten Geschoßfeld öffnen sich nach allen vier Seiten die gotischen Fenster der Glockenstube mit ihren rundbogigen Giebeln auf einem horizontalen Gesimse.

### Viertes Geschoß

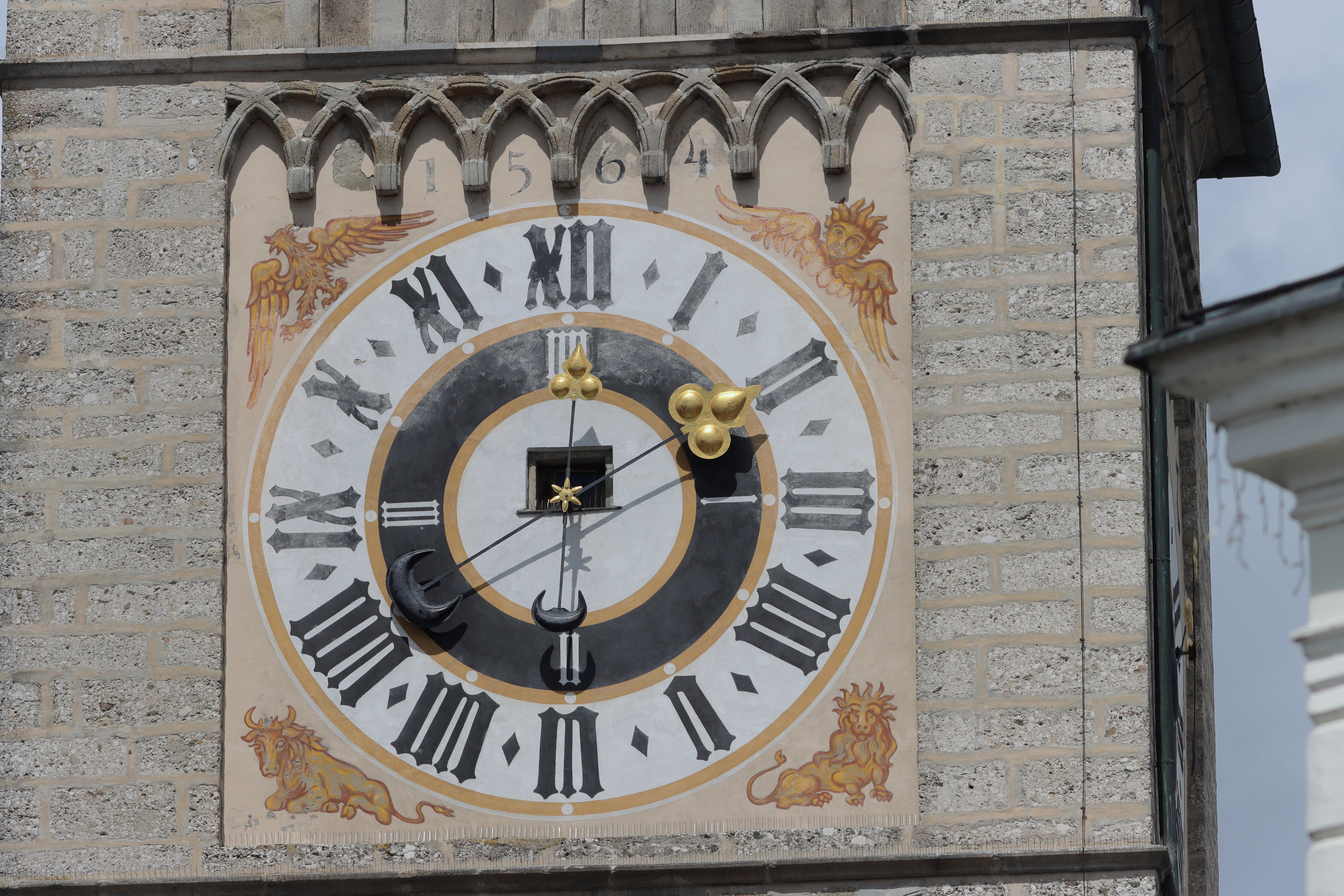
Turmuhr nach Süden mit Evangelistensymbolen und der Jahreszahl 1564

Im vierten Geschoß befindet sich das mechanische Uhrwerk. Nach außen hin werden die Zifferblätter der Turmuhr in allen vier Himmelsrichtungen gezeigt. Auf der Südseite zieren in den Ecken des Uhrfelds die Symbole der vier Evangelisten das Zifferblatt:
- Adler (Johannes)
- Geflügelter Mensch (Matthäus)
- Stier (Lukas)
- Löwe (Markus)

Oberhalb der Uhr sieht man die Jahreszahl 1564, die den Baubeginn des Stadtturms datiert. Die auf der Ost-, Nord- und Westseite rund um das Zifferblatt angeordneten Jahreszahlen 1772, 1837 und 1883 geben die Jahre der Turmrenovierungen im 18. und 19. Jahrhundert an. Die erste und letzte Ziffer der Jahreszahl 1772 haben die bis ins 18. Jahrhundert üblichen Formen der Buchstaben i und z.

### Galerie und Dach

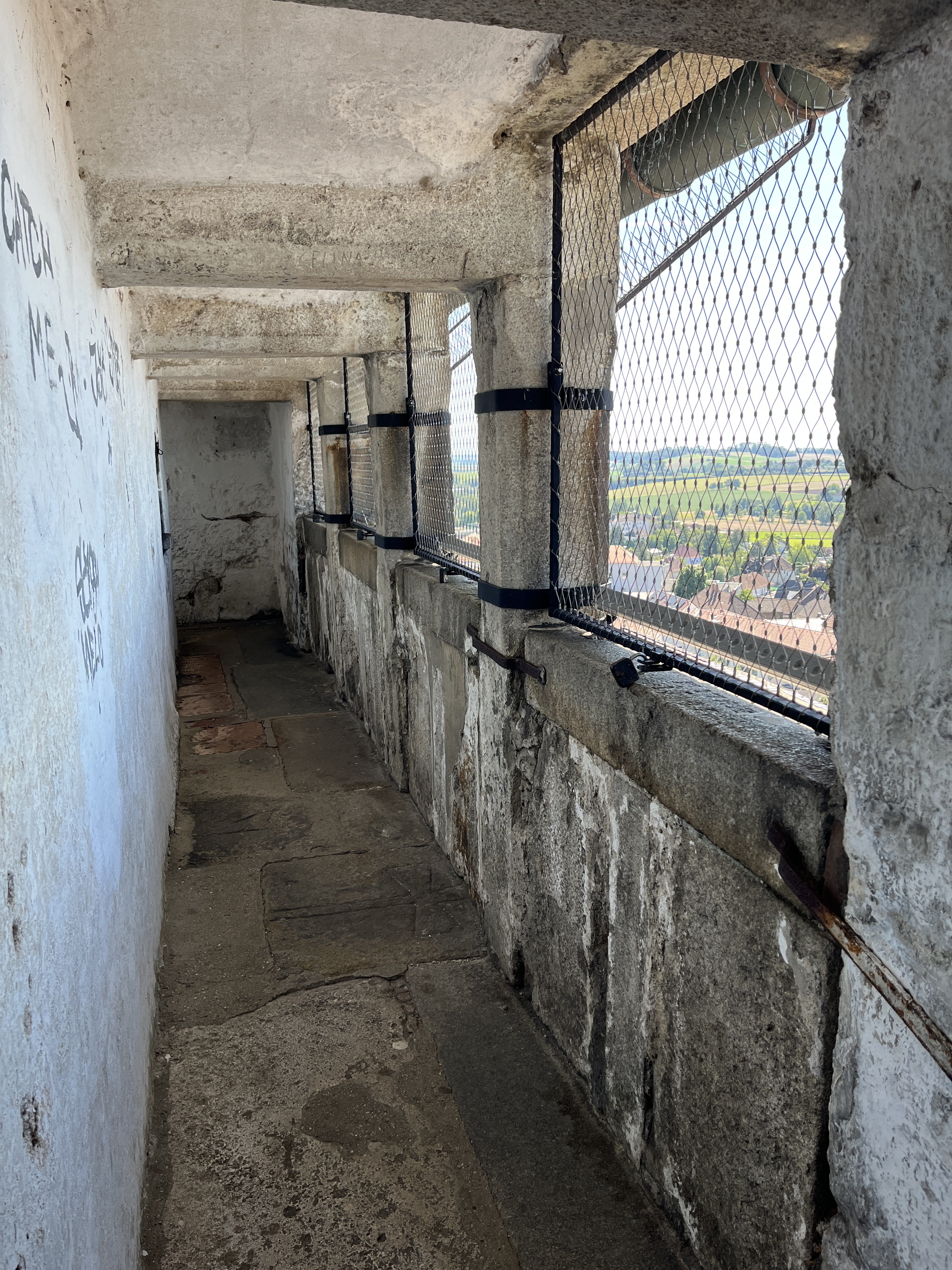
Galerie

Die Galerie über der Turmuhr gibt den Fernblick nach allen Seiten frei. Alte Grabsteine, die zum Pflastern des Bodens verwendet wurden, erinnern an die Scheiblingkirche, die das Baumaterial für den Turm lieferte.
2012 entschloss sich die Stadtgemeinde aus Anlass der 800-Jahr-Feierlichkeiten, eine LED-Beleuchtung anzubringen, die seither den Ennser Stadtturm nachts weithin sichtbar macht. Eine Steuereinheit kann verschiedene Farben programmieren, dabei richtet sich das gewählte Farbspektrum nach den Jahreszeiten.
Das Dach mit reicher Gliederung besteht nach wie vor aus Kupfer. Die Turmkugel aus Messing auf der Spitze mit einem Durchmesser von 0,9 Metern trägt eine geflügelte, 1,37 Meter hohe Geniusfigur, die in Anlehnung an die antike Victoria als Siegesengel und 1568 von kritischen Zeitgenossen als Abgott bezeichnet wurde.

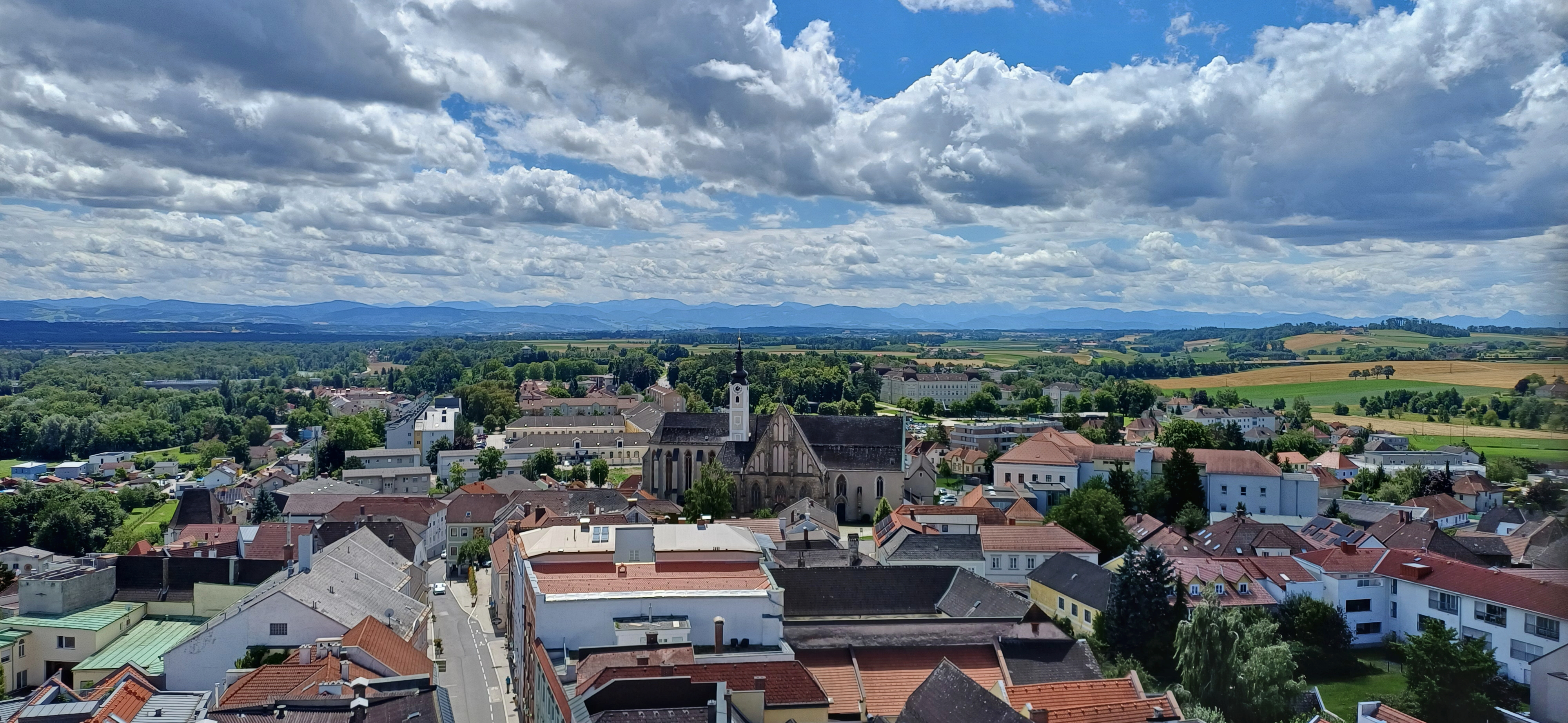
Aussicht nach Südwesten
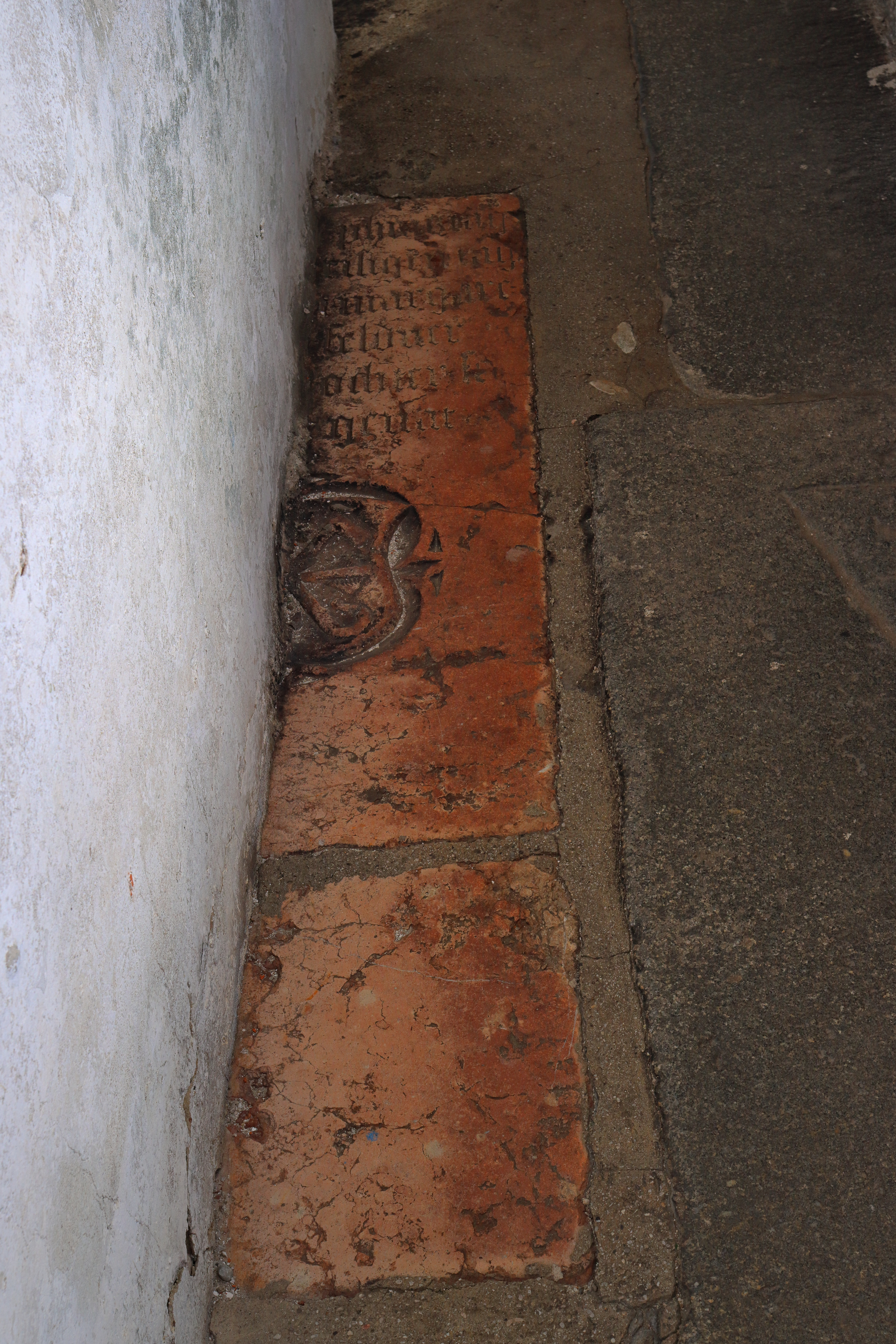
Grabstein am Fußboden
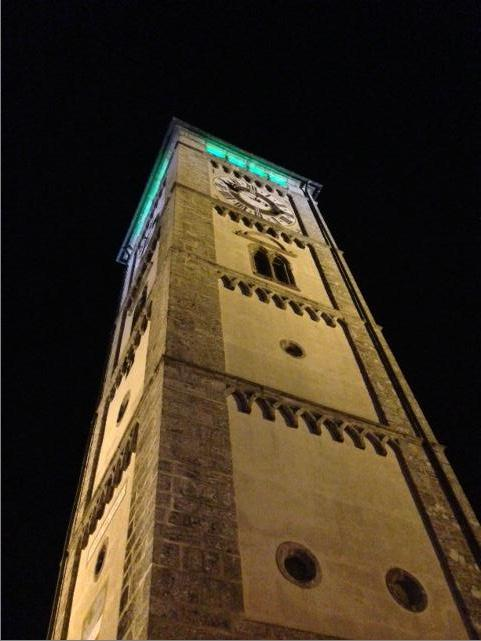
Nächtliche Ansicht mit beleuchteter Galerie

### Nutzung

#### Hotelzimmer
Im Ennser Stadtturm befindet sich seit Anfang 2013 ein Hotelzimmer des Unternehmens Pixel Hotel, eines Unternehmens, das aus einem Projekt zur Kulturhauptstadt Linz 2009 hervorging. Das Zimmer ist über 71 Stufen erreichbar und befindet sich 20 Meter über dem Ennser Hauptplatz. Die 2008 im Rahmen der Feier der tausendsten Stammtischzusammenkunft der Herren zu Enns entwickelte Idee wurde vom Ennser Architekten Theodor Haas unter Berücksichtigung des Denkmalschutzes umgesetzt. Dabei wurden 23 Putz- und Farbschichten freigelegt und dokumentiert. In einer Raumnische wurden die vermutlich originale Seildurchführung des Uhrenaufzuges und der ursprüngliche Ladenboden gefunden.

### Ausstattung

#### Glocken

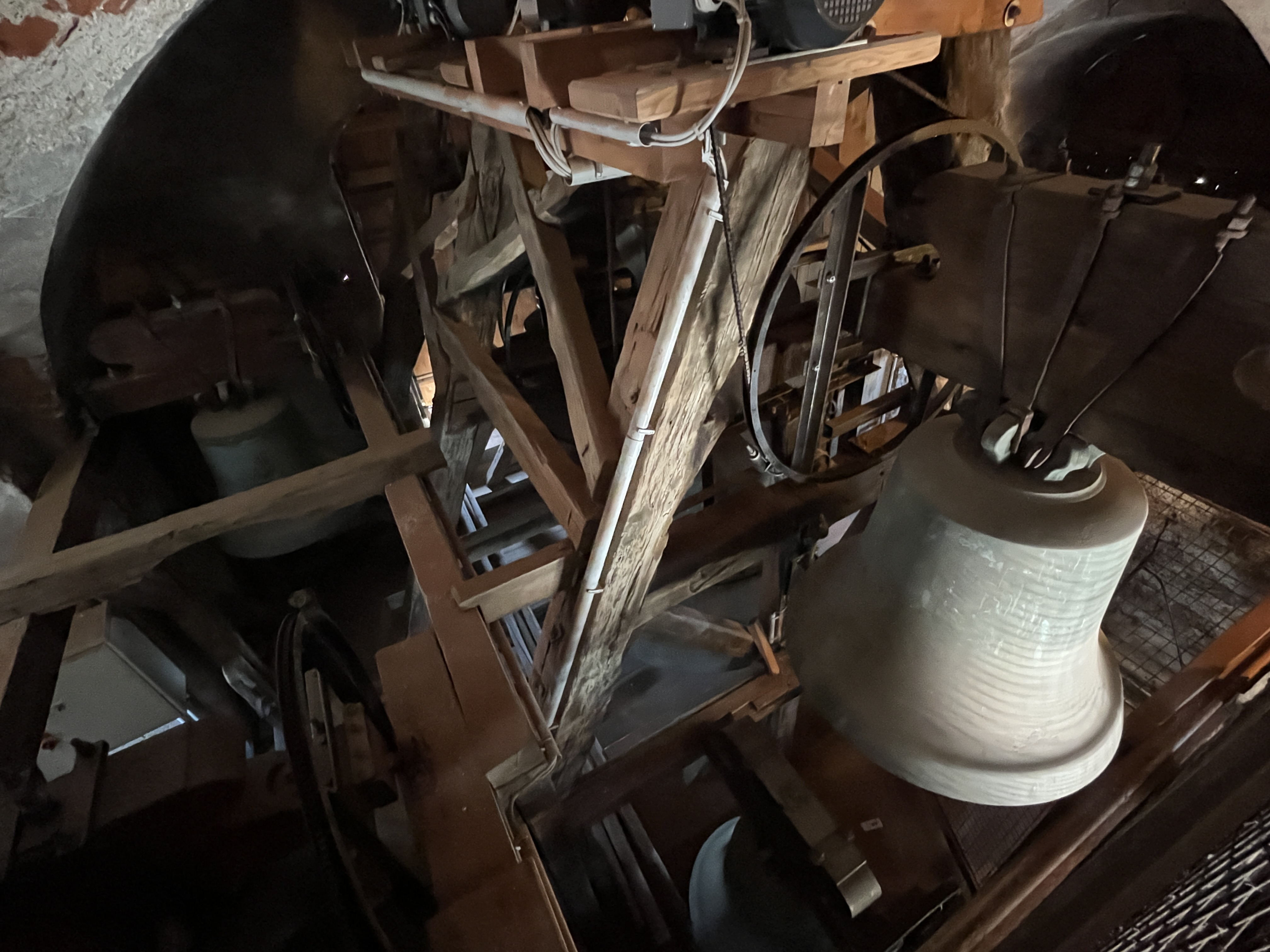
Glockenstuhl

Im dritten Turmgeschoß ist die mit Schallfenstern ausgestattete Glockenstube untergebracht, zu der man im Inneren des Turms über 95 Steinstufen entlang der Außenwände gelangt. Das Geläute besteht aus sechs Glocken mit einem Gesamtgewicht von 6,55 Tonnen. Über weitere 62 Stufen aus Holz gelangt man vorbei am Uhrwerk zur alten Türmerstube, wo sich ein Tisch mit einer Marmorplatte befindet. Diese ist die ehemalige Altarplatte der 1565 abgerissenen Scheiblingkirche. Man nimmt an, dass einige der ursprünglichen Glocken aus der Lorcher Kirche stammten und 1553 mit der Übertragung der Pfarrrechte in den Stadtturm kamen. Im Ersten Weltkrieg wurden die Glocken für Rüstungszwecke eingeschmolzen. Die 1922 neu angeschafften Glocken mussten im Zweiten Weltkrieg ebenfalls abgeliefert werden. Die 1948 beschafften Glocken stammen aus der Glockengießerei St. Florian:
| Name                  | Gewicht | Durchmesser | Ton | Aufschrift                                                           |
| --------------------- | ------- | ----------- | --- | -------------------------------------------------------------------- |
| Herz Jesu             | 2868 kg | 166 cm      | h   | Heiligstes Herz Jesu erbarme dich unser                              |
| Maximilian            | 1495 kg | 132 cm      | dis | Heiliger Maximilian sei unser Schutzpatron                           |
| Immakulata            | 825 kg  | 111 cm      | fis | Unbeflecktes Herz Mariä sei unsere Rettung                           |
| Floriani              | 624 kg  | 92 cm       | gis | Hl. Florian beschütze uns vor Feuer und allem Übel                   |
| Josefi (Sterbeglocke) | 423 kg  | 98 cm       | ais | Hl. Josef steh uns bei in der letzten Stunde                         |
| Leopoldi              | 350 kg  | 97 cm       | h   | Hl. Leopold, erlauchter Landespatron, bitte für uns vor Gottes Thron |

Im Sommer 2010 wurde das Geläute saniert und elektrifiziert und im Rahmen des Pfarr- und Erntedankfestes am 26. September 2010 geweiht. Dreimal am Tag, um 7, 12 und 19 Uhr, ertönen die Glocken zum Angelusläuten. Bei Bekanntwerden einer Todesnachricht in Enns oder Ennsdorf läutet zudem um 9 Uhr die Sterbeglocke, und am Begräbnistag wird um 11 Uhr ausgeläutet. Dabei erklingen die Immakulata-, die Maximilian- und die Sterbeglocke. Bei mehreren Verabschiedungen an einem Tag, werden die Glocken mehrmals hintereinander geläutet. Ferner läutet die Maximilianglocke donnerstagabends in Erinnerung an das Letzte Abendmahl nach dem Angelusläuten und am Freitag um 15 Uhr, um an die Todesstunde Jesu zu erinnern. Sonntags um 17 Uhr ertönt die Große Glocke zum Vesperläuten.

#### Turmuhr

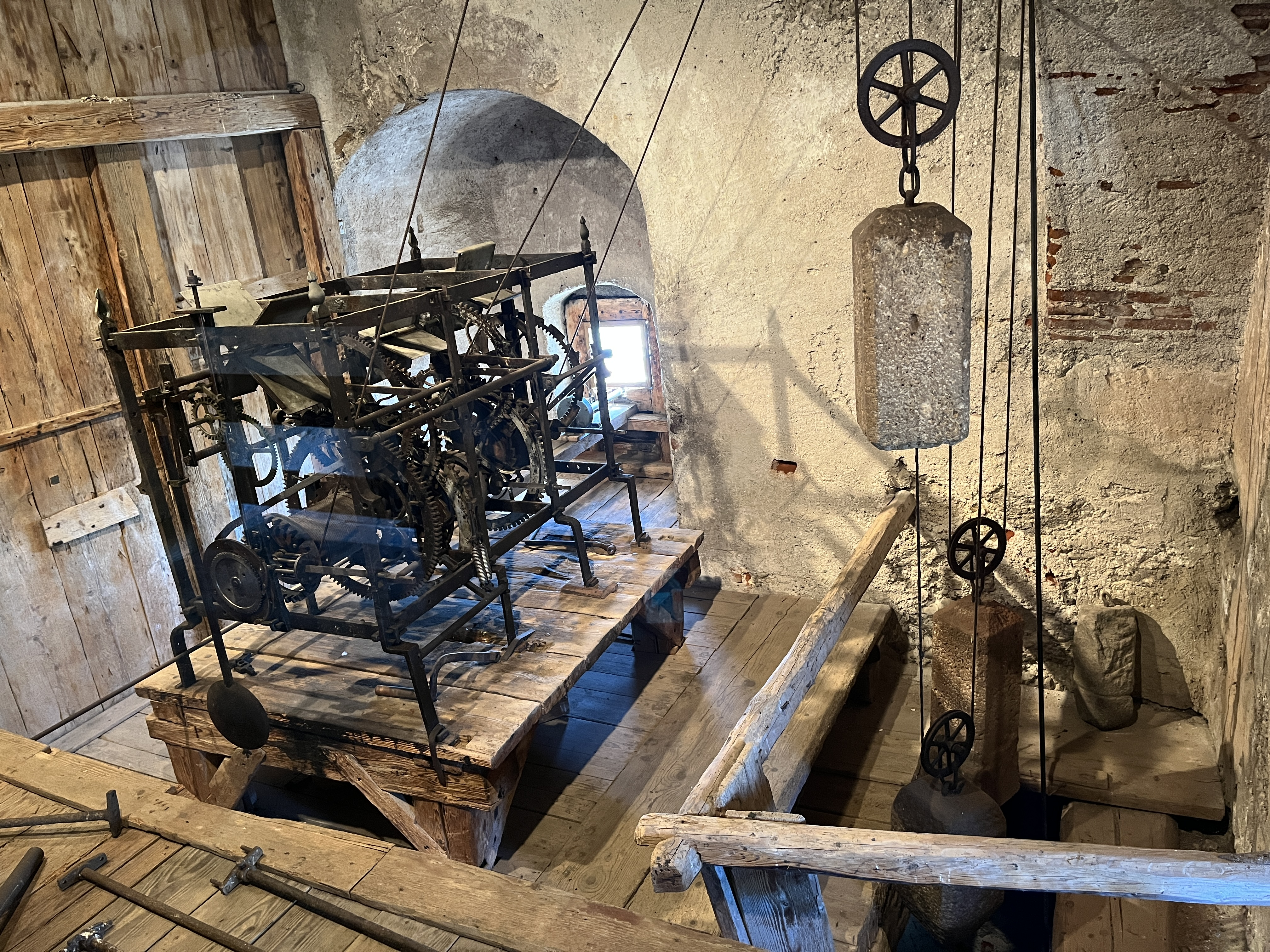
Uhrwerk im Ennser Stadtturm

Die ursprünglich hölzerne Waaguhr aus dem Jahre 1564 galt seinerzeit als ein Juwel handwerklicher Kunst und wurde 1568 erstmals in Betrieb genommen. Sie wurde ohne eine einzige Schraubverbindung nur durch geschmiedete Schlitze und Keile zusammengehalten. 1706 wurde das hölzerne Uhrwerk durch eines aus Eisen ersetzt, wodurch aus der Waaguhr eine Ankeruhr mit Repetierwerk wurde.
Oberhalb dieses großen Uhrwerks befindet sich in der Uhrkammer eine kleine Räderuhr, die zur einfacheren Einstellung der Zeit für die äußeren Uhrzeiger dient. 1932 unterzog der Turmuhrmacher Leitner aus Steyr das Uhrwerk einer größeren Reparatur, seit 1977 wird das Uhrwerk mechanisch angetrieben. Erst im Jubiläumsjahr 2012 wurde das Uhrwerk erstmals für die Bevölkerung zugänglich gemacht.
Eine Besonderheit des Stadtturms sind die vertauschten Minuten- und Stundenzeiger. Ähnlich dem Grazer Uhrturm wurden auch von der Ennser Turmuhr ursprünglich nur die Stunden angezeigt. Erst später kam dann ein Minutenzeiger hinzu. Da jedoch der Stundenzeiger bereits sehr lang war, musste man den Minutenzeiger kürzen.

## Turmwächter

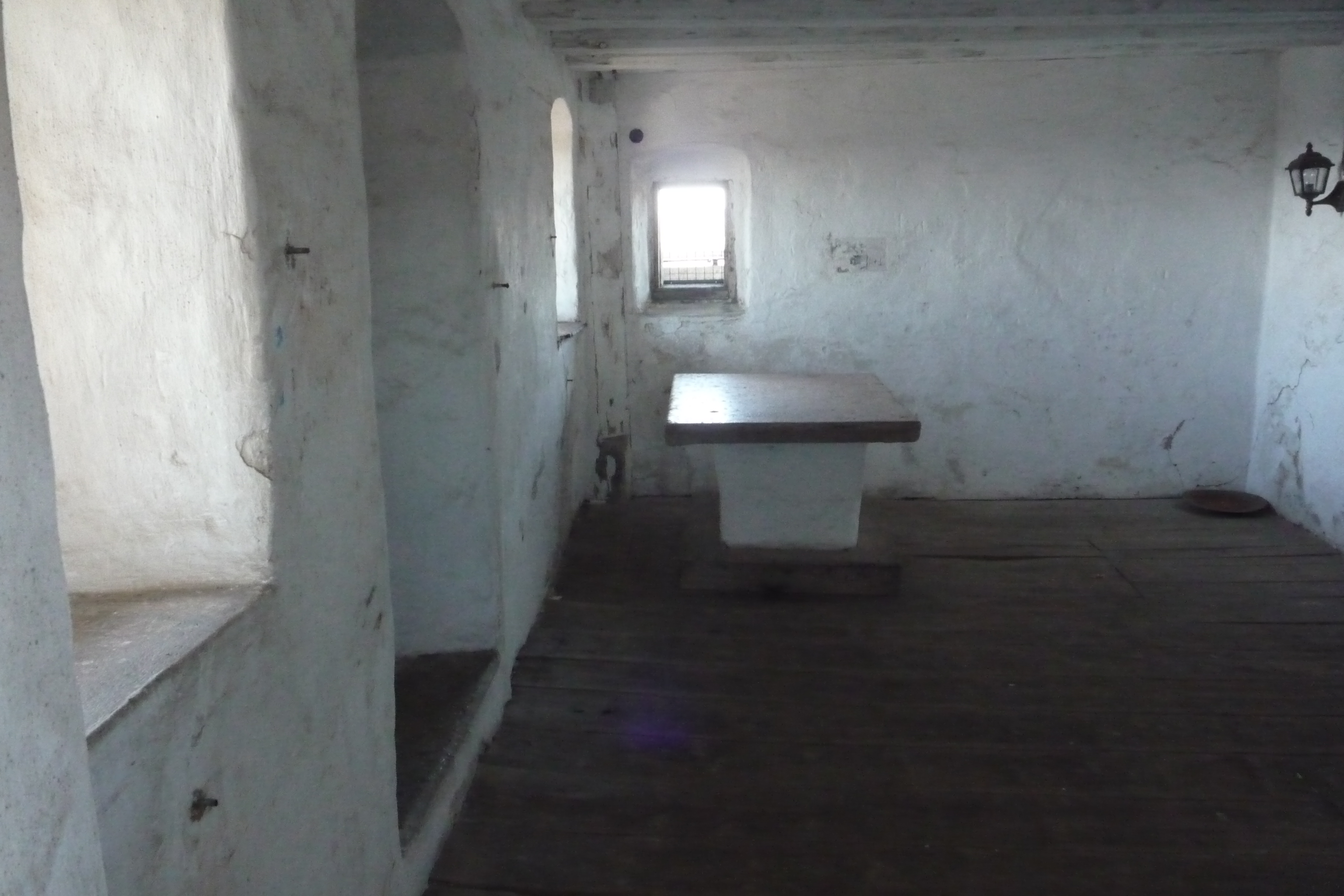
Türmerstube mit Altarplatte der Scheiblingskirche

Im frühen Neuhochdeutsch gibt es die Lautvarianten „Turm“ und „Turn“. Daher wurde der Turmwächter, der Türmer oder Turmer, auch „Thurner“ gerufen. Hauptaufgabe des vom Bürgermeister der Stadt ernannten Turmwächters war die Feuerwache, um im Falle eines Schadfeuers mit einer Trompete oder einem Horn Alarm zu geben.
Die vorgeschriebenen Signale waren in der Feuerlöschordnung der Stadt Enns (1847) beschrieben. Nach den Aufzeichnungen hatte der Turmwächter Tag und Nacht jede Viertelstunde auf den offenen Gang zu treten und durch dreimaliges Ho!-Rufen nach allen vier Seiten seine Wachsamkeit zu zeigen. Bemerkte er einen Brand, musste der Turmwächter sofort die große Glocke im Turm anschlagen. Sechs Schläge bedeuteten ein Feuer in der Stadt, vier eines in den Vorstädten Schmidberg, Lerchental oder Reintal, und mit drei Schlägen wurde ein Feuer in der Vorstadt Enghagen angezeigt. Zwei Schläge bedeuteten Feuer im Pfarrbezirk auf dem Land und ein Schlag eines in der Nähe des Pfarrbezirkes. Dazu zählten Mauthausen, Asten, St. Florian, Tillysburg, Hargelsberg, Kronstorf, Ernsthofen, St. Valentin, Rems und St. Pantaleon. Bei Tag musste der Turmwächter unmittelbar nach Bekanntgabe des Feuers eine Signalfahne aushängen. Nachts musste eine Laterne ausgehängt und mittels eines Sprachrohres in alle vier Richtungen ausgerufen werden, wo es brannte.
Der Türmer hatte zusätzliche Repräsentationspflichten zu erfüllen und musste vier Gesellen ausbilden. Die Turmwächter leisteten ihren Dienst in der Stube innerhalb der Galerie, deren Inventar aus einem steinernen Tisch, einer Bank und einem Kachelofen bestand.
Bis in die 1920er Jahre blieben diese Regelungen mit kleineren Änderungen bestehen. 1935 wurde die Turmwächterstelle dem Schuhmacher Gustav Höllmüller übertragen. Zu dessen Aufgaben zählten neben der Feuerwache die Hausbesorgungen (Bausicherung des Turms, Reinhaltung der Stiegen), das Einheben der Turmbesteigungsgebühren und das Läuten der Glocken nach der vom Stadtamt vorgeschriebenen Läuteordnung. Als Entlohnung durfte er frei im Turm wohnen, erhielt Läutegebühren und die Hälfte der Turmbesteigungsgebühren. Seit 1948 hatte Klara Höllmüller dieses Amt inne. Der technische Fortschritt hat diese Arbeit überflüssig gemacht. Die einstige Dienstwohnung im ersten Obergeschoß wurde zum Hotelzimmer umgebaut.

## Sage – Die Riesin vom Stadtturm
Der Ennser Stadtturm verdankt seine Bekanntheit nicht nur seinem markanten Erscheinungsbild, sondern auch einer Sage. Der Sage nach war es das Ziel des Baumeisters, den höchsten freistehenden Turm Österreichs zu bauen. 156 Stufen mussten die Steinmetzen hauen. Kurz vor der Vollendung wurde er darauf aufmerksam gemacht, dass der riesige Steinquader, der seinen Platz ganz oben im Turm finden sollte, nicht in diese Höhe zu heben war. Darüber soll der Baumeister verärgert gewesen sein, worauf eine Riesin erschien, die den Steinquader in ihre Schürze steckte und auf den Turm trug. Oben in der Stube lud sie den Stein ab, wo er heute noch zu finden ist. Eine unter dem Schwibbogen hängende und angeblich von der Riesin stammende Rippe wird in Hohenecks Genealogie beschrieben. Sie befand sich bis zu den Franzosenkriegen 1809 im Stadtturm und ist seither verschwunden. Heute nimmt man an, dass es sich um den Knochen eines urzeitlichen Tieres oder Wals gehandelt haben muss.